# Kalhorābād
Kalhorābād (persiska: كلهر آباد, كَلهور آباد) är en ort i Iran.   Den ligger i provinsen Kurdistan, i den nordvästra delen av landet, 400 km väster om huvudstaden Teheran. Kalhorābād ligger 1 949 meter över havet och antalet invånare är 370.
Terrängen runt Kalhorābād är varierad, och sluttar söderut.Runt Kalhorābād är det ganska glesbefolkat, med 28 invånare per kvadratkilometer. Närmaste större samhälle är Bāyanchūb, 13,4 km sydväst om Kalhorābād. Trakten runt Kalhorābād består i huvudsak av gräsmarker.